# Avenida Vieira Souto

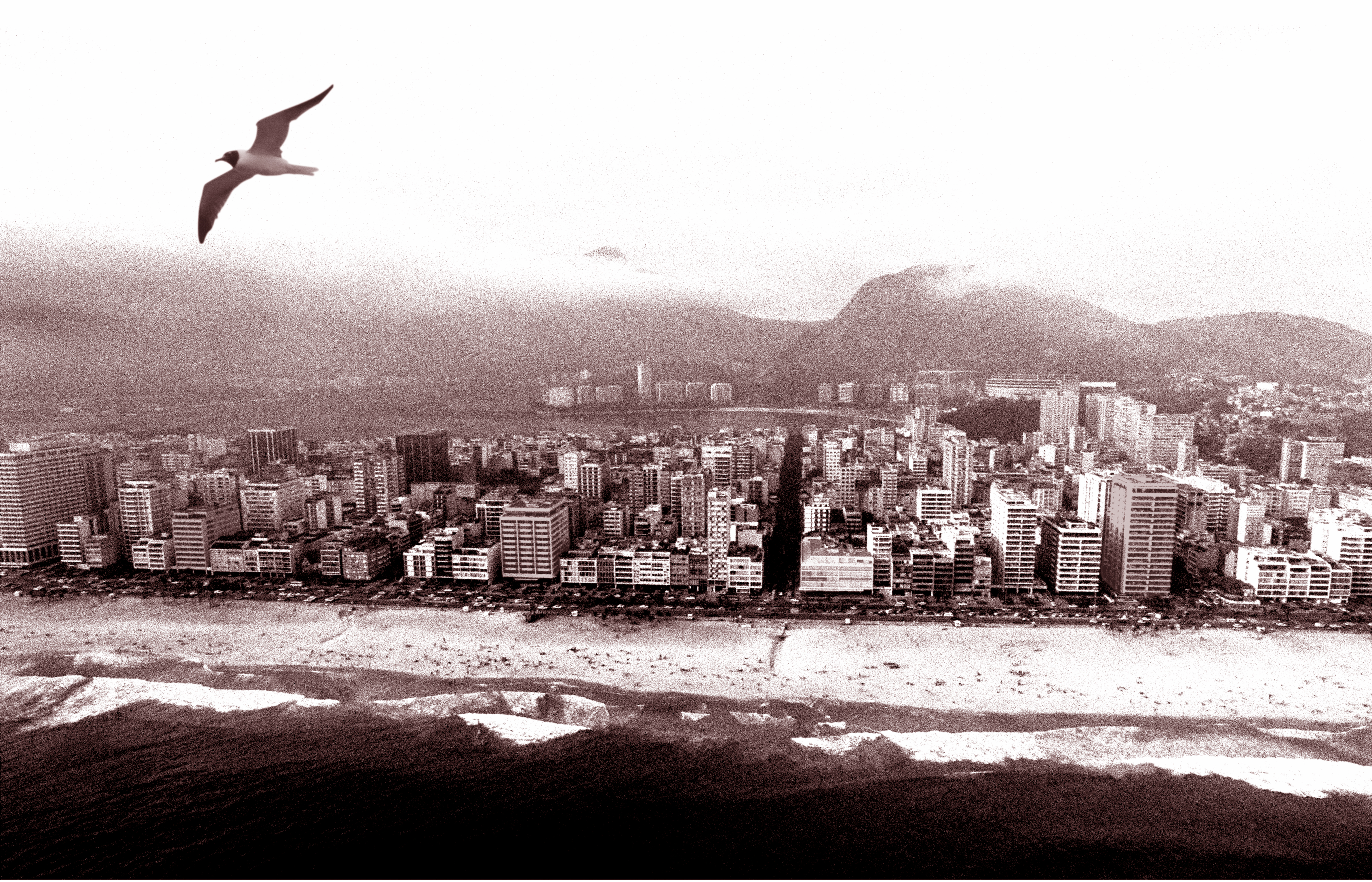
Avenida Vieira Souto, Praia de Ipanema, Lagoa ao fundo, 1985

A Avenida Vieira Souto é um importante logradouro da cidade do Rio de Janeiro, localizado na zona sul da cidade. É conhecida por ter o mais alto custo por metro quadrado da América Latina. A avenida separa o bairro de Ipanema da praia de Ipanema, banhada pelo oceano Atlântico. O nome da avenida é uma homenagem ao engenheiro Luiz Rafael Vieira Souto.

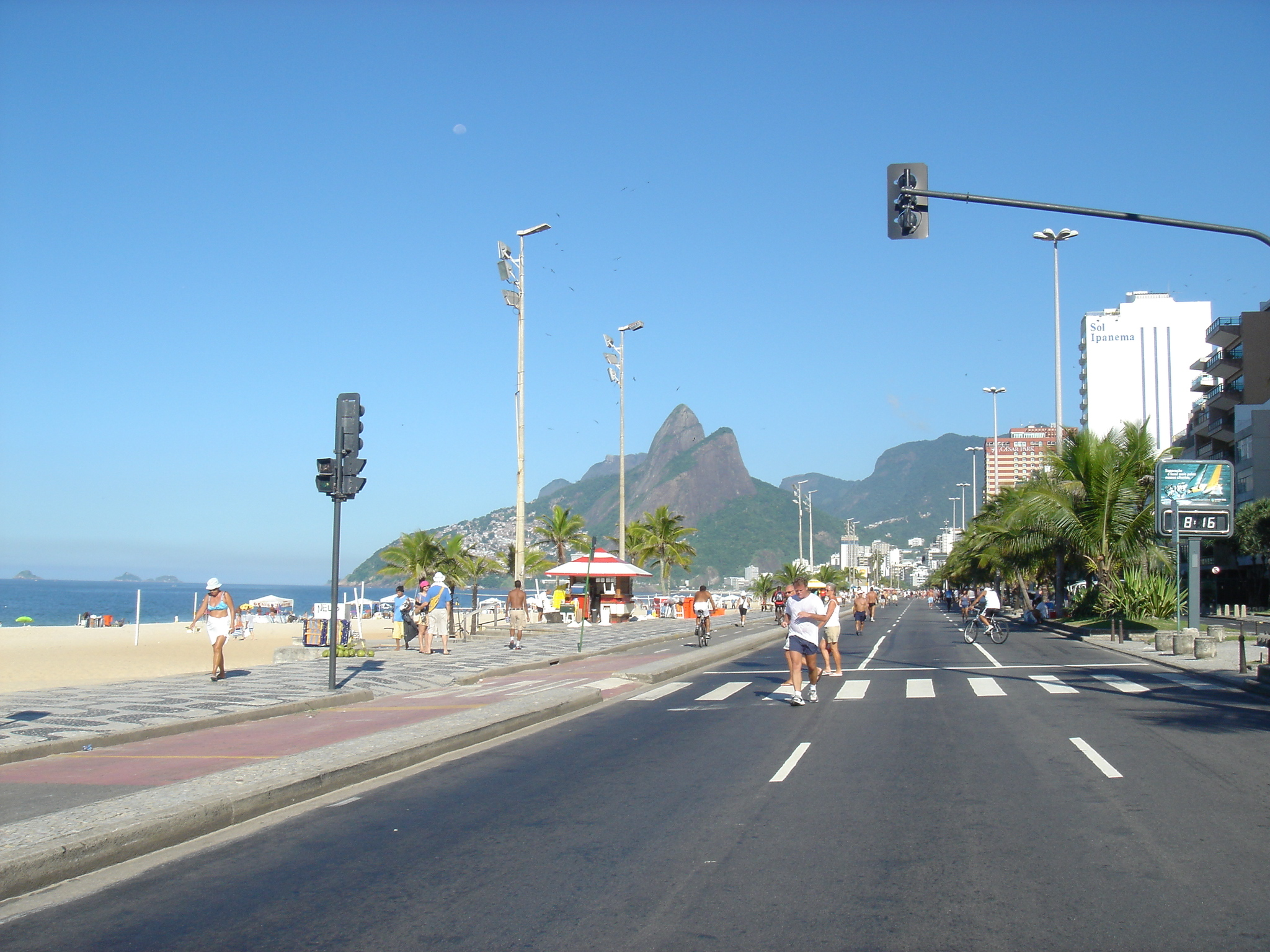
Avenida Vieira Souto.

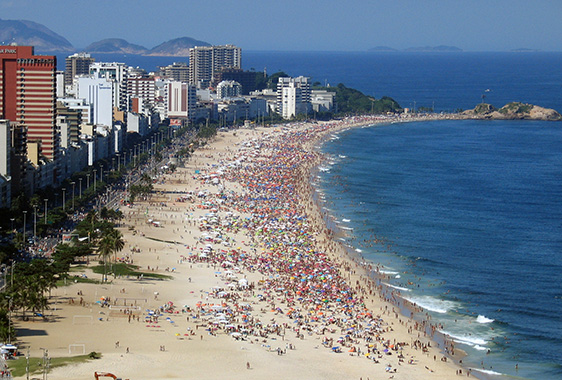
Praia de Ipanema e avenida Vieira Souto.